# گبه
گبه یکی از انواع زیراندازها است. گبه یا قالیچه خرسک فرشی از جنس قالی است که معمولاً در اندازه کوچک توسط عشایر لر و قشقایی و فارس ها بافته می‌شود.

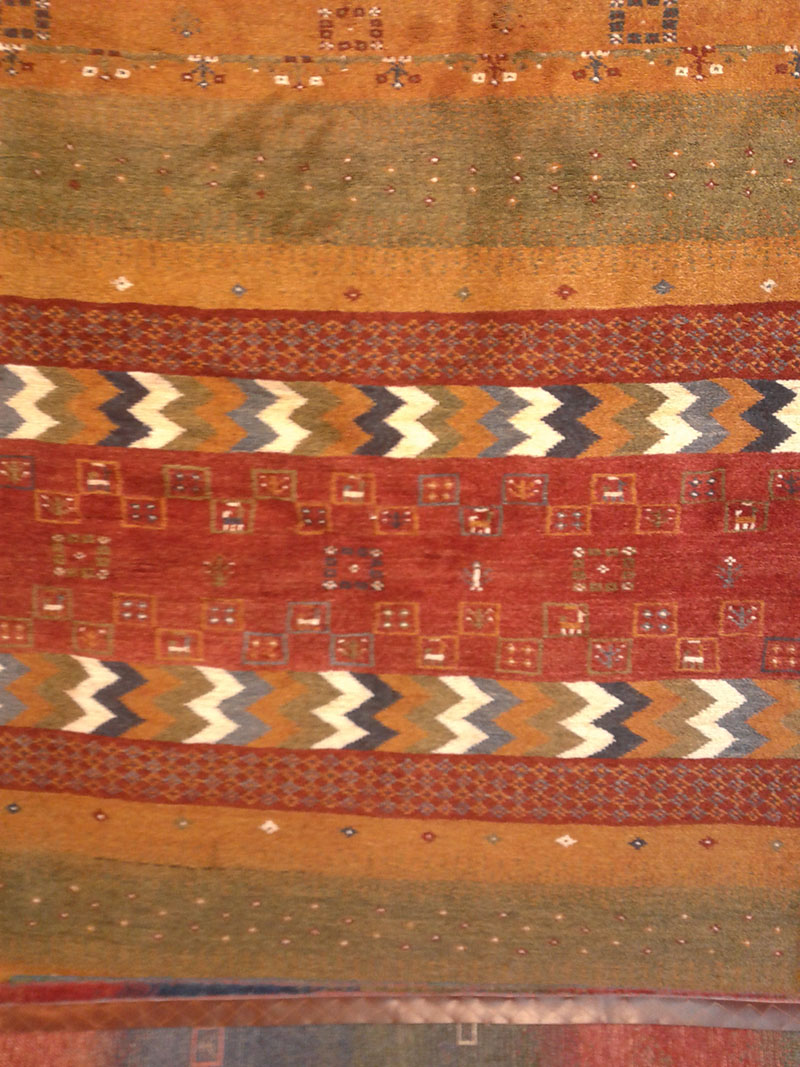
گبه فارس

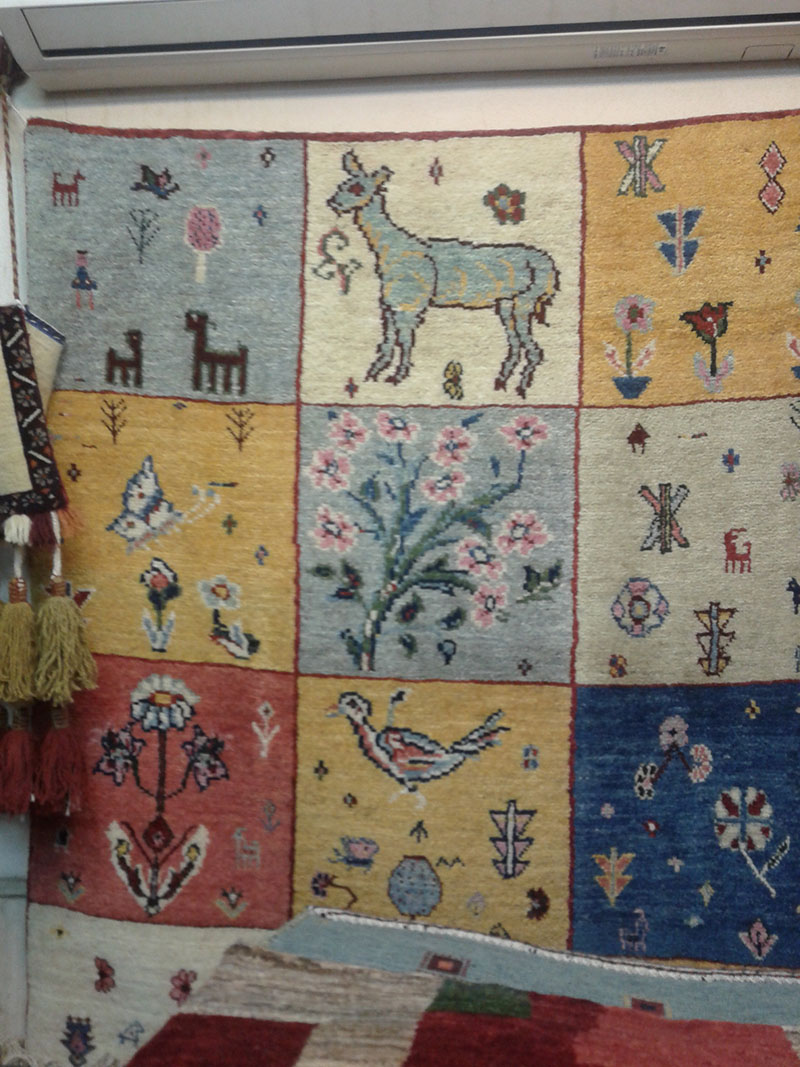
گبه ایرانی

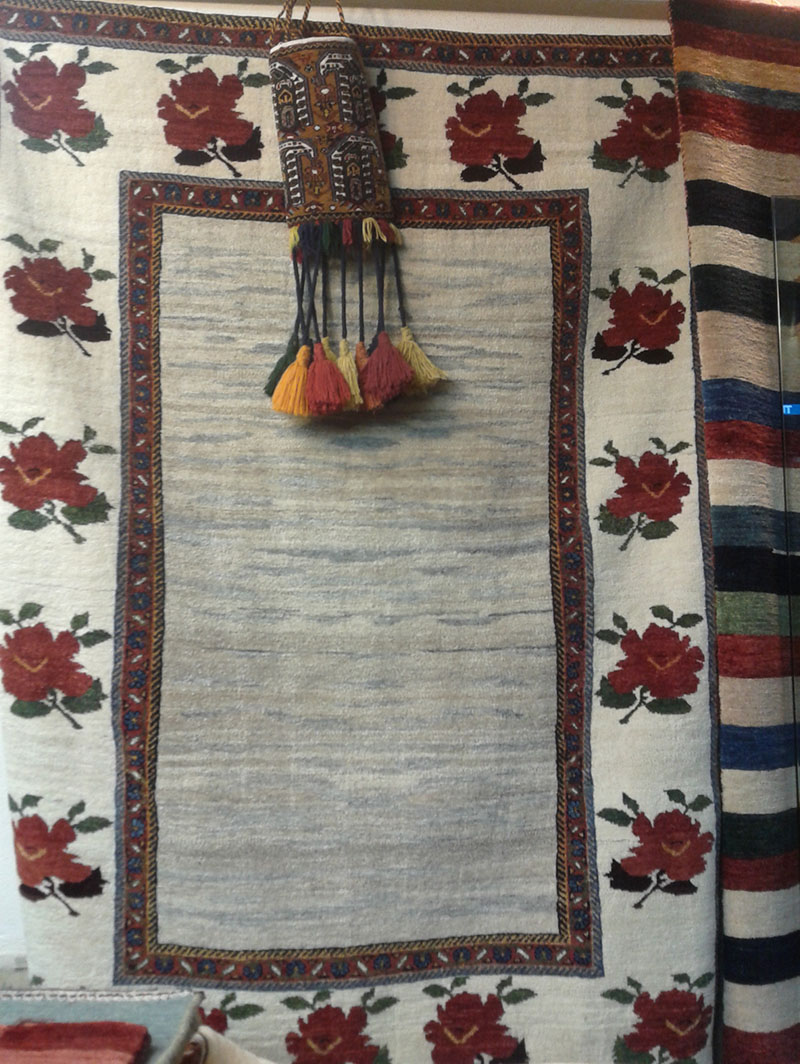
گبه زیبای فارس

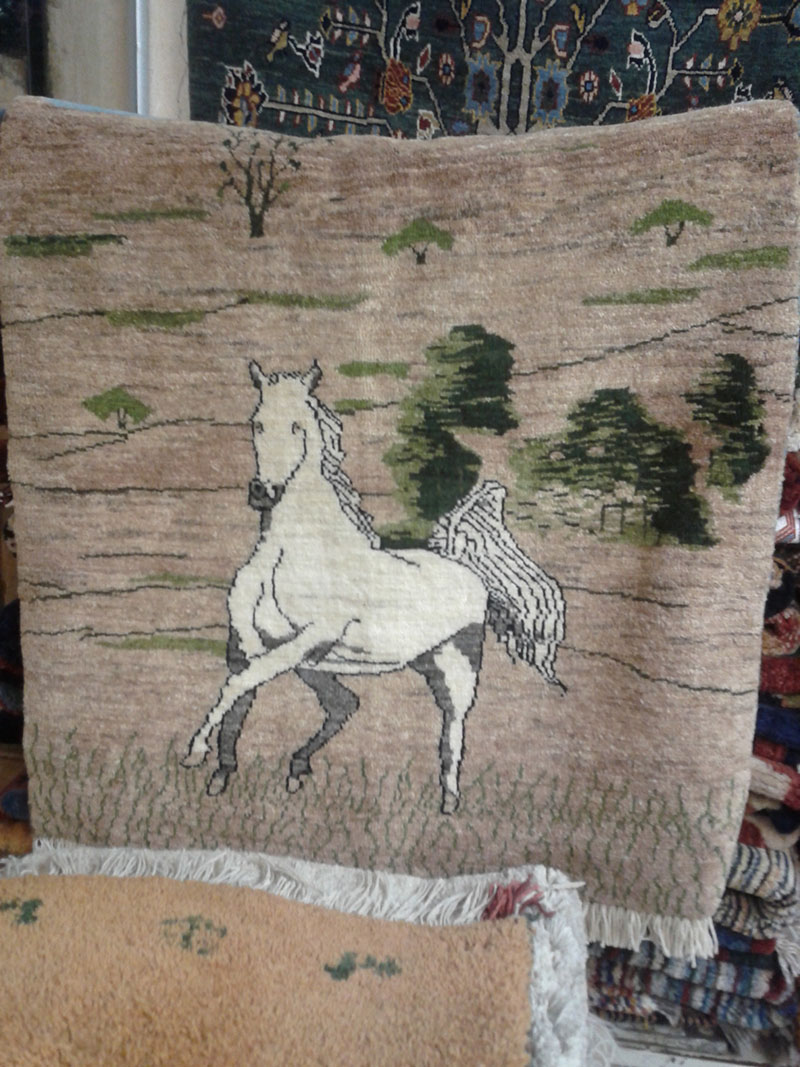
گبه با طرح حیوانی

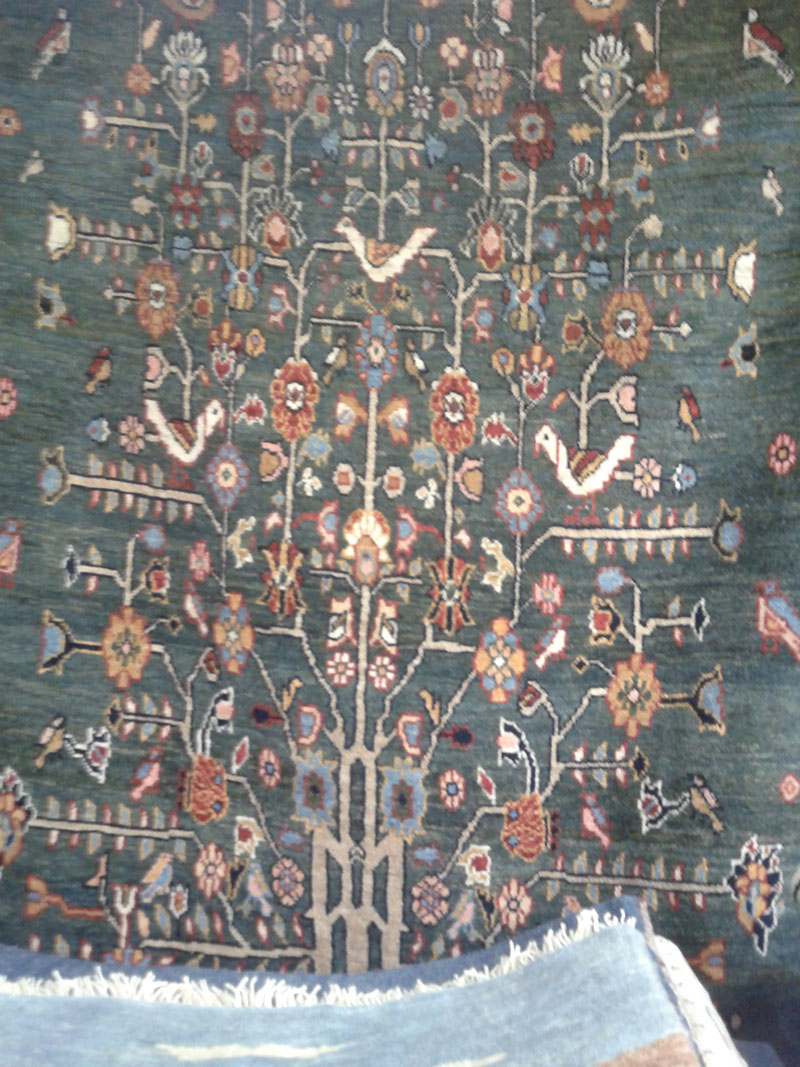
گبه رنگی فارس

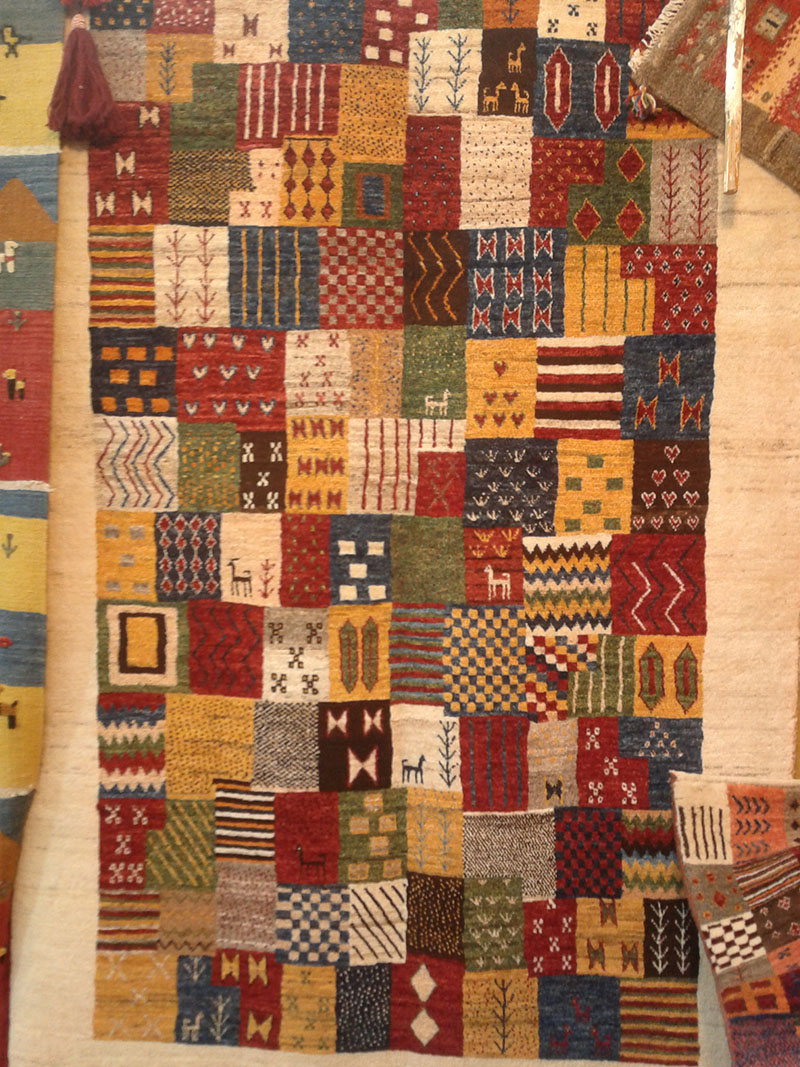
گبه رنگارنگ

گبه پرزهای بلند دارد و در بافت آن شمار پود بیشتری به کار می‌رود که تأثیر چشمگیری بر نرمی گبه می‌گذارد. تعداد پود برخی از گبه‌ها گاهی از سه تا هشت پود در هر رج و بلندی پرزها گاهی تا یک سانتی‌متر هم می‌رسد.
وزن گبه به‌طور متوسط در هر متر مربع ۳ کیلوگرم می‌باشد.

## تاریخچه
اولین اشاره شناخته شده به گَبّه در یک فرمان صادر شده توسط شاه طهماسب (سلطنت ۹۳۰–۹۸۴ هجری قمری / ۱۵۲۴–۱۵۷۶ میلادی) در اواسط قرن ۱۶ یافت می‌شود. گَبّه‌ها به‌طور کلی به لرستان نسبت داده می‌شوند، به‌ویژه از مناطق خرم‌آباد، بروجرد و الیگودرز. تولید و استفاده از آن‌ها به سمت شمال در میان کردها به مناطقی مانند سنندج، نهاوند، بیجار و کبودراهنگ و به سمت جنوب در فارس در میان قشقایی‌ها گسترش یافته و به روستای شول در استان بوشهر که به تولید گَبّه‌های با کیفیت بالا معروف است، رسیده است.
نام گبه/گپه به چم پوشن است واژگان کف و کپک و کپتان/خفتان نیز با ان هم خانواده‌اند. فرش‌شناسان امروز برای یافتن ریشه این کلمه مسیر پر پیچ و خمی را پیموده‌اند. در مواقعی آن را در کنار واژه قبیح گذاشته وگاه به کلمه «گایر» ربط داده‌اند که اولی به معنای زشت و معمولی و دومی به معنای حفاظ است. اما امروز در لغت به معنای ضخیم و زمخت است و نوعی فرش است که دارای خوابی بلند و به‌صورت درشت بافت است. در ابتدا نیز به عنوان زیراندازی بافته شده که مانع نفوذ سرمای زمین می‌شده است.

## طرح‌های گبه
در اوایل گبه‌ها ساده و بدون نقش بافته می‌شدند. بافندگان اغلب از محیط و طبیعت اطراف الهام می‌گرفتند و طرح‌های ذهنی خود را روی گبه‌ها به کار می‌گرفتند. چون بافنده آن را برای نیاز و مصرف شخصی خود تولید می‌کرده در بافت آن از ایده‌های ذهنی اش بهره می‌گرفته و گاهی آرزوهایش را بر روی گبه به نمایش می‌گذاشته است. مانند نقش چادر که شاید به معنای داشتن سرپناهی ثابت بوده یا نقش انسان به عنوان خانواده و نقش‌های دیگری که هر یک نماد خاص خود را داشته است. گبه دستبافته‌ای با اصالت است و نقوشی که در بافت آن به کار رفته است آن را از سایر دستبافته‌ها متمایز می‌کند.
اغلب طرح‌های گبه ملهم از طبیعت اطراف بافندگان و بر اساس ذهنیت آن‌ها بوده است. مهم‌ترین طرح‌های گبه به شرح زیر است:
طرح شیر
مهم‌ترین طرحی که در میان عشایر بافته شده نقش شیر می‌باشد که تنها نقش مشترک بین بافندگان مناطق مختلف بوده است.
طرح خشتی یا قابی شکل
این طرح از کابردی‌ترین نقش‌های گبه است و مورد علاقه بافندگان فارس و بختیاری بوده است. اساس آن شامل طرح‌هایی با قاب‌های منظم می‌باشد که هر یک از قاب‌ها به‌صورت جداگانه طرحی هماهنگ با قاب‌های دیگر دارد. نقوش به کار رفته در قاب‌ها عبارتند از: طرح‌های هندسی، طرح درخت گل و مرغ، خاتم کاری و نقش‌های ستاره‌ای که قاب‌ها را زینت بخشیده است.
طرح حوض گبه
این نقش شامل ترنجی در وسط است که گلی را نشان می‌دهد که از اطراف آن گل‌ها و غنچه‌هایی دیگر گسترش یافته است.
طرح گل گبه
به نقش گل رز در گبه طرح گل گبه می‌گویند.
طرح ایلاتی
این طرح برگرفته از طبیعت اطراف عشایر است و کاملاً ذهنی است و بیشتر در میان قاب‌های لوزی، دایره، مربع، مستطیل و بیضی قرار می‌گیرد که هر یک از آن‌ها با طرح‌های با اصالت ایرانی مزین شده‌اند.
طرح درخت
درخت در زندگی آدمیان جایگاه مهمی داشته است که در این میان درخت سرو که نماد شادی و بید مجنون که نماد غم و اندوه بوده است بیشترین کاربرد را داشته است.
طرح راه‌راه
این طرح به گونه‌های متفاوت توسط بافندگان به کار می‌رود. جهت این راه‌ها اغلب به‌صورت عمودی و اریب است و گاهی نیز از جهت افقی استفاده می‌کنند.
طرح خانه در هم
در دل این نقش مفهومی عرفانی مورد نظر است. این خانه‌های در هم شده و یکنواخت تصویری انتزاعی از مراحل زندگی را نمایان می‌کند که آغاز آن از عالم هستی است و پایان آن به گوهر ذات و وجود منتهی می‌شود.
طرح کف ساده
این گبه‌ها سفره‌های بدون نقش را در برابر ذهن مجسم می‌نمایند. این بی نقشی خانه‌های محقر روستاییان و زمین بی محصول آن‌ها را نمایان می‌کند.
نقش‌های دیگری نیز در گبه استفاده می‌شوند که عبارتند از: عنکبوت، لوزی لوزی، لوزی‌های سوار برهم، زیگ زاگ، چهار گوشه، محراب، حیوانات و انسان.

## ویژگی‌ها
گَبّه‌ها معمولاً الگوهای حداقلی دارند و گاهی اوقات شامل شکل‌های انسانی یا حیوانات به‌صورت استیلیزه هستند. این فرش‌های گبه به‌طور خشن بافته شده و دارای پرزهای بلند و چگالی گره پایین هستند و بین هر ردیف گره، چندین ردیف پود وجود دارد. گره‌زنی می‌تواند هم متقارن و هم نامتقارن باشد. رنگ‌های استفاده شده در گَبّه‌ها از پشم بدون رنگ مشتق می‌شوند و شامل رنگ‌هایی مانند شیری (رنگ کرم)، شتری (رنگ قهوه‌ای روشن) و سیاه (که به‌طور محدود برای موتیف‌های گل کوچک استفاده می‌شود) هستند. رنگ‌های طبیعی از مواد گیاهی که توسط زنان و کودکان جمع‌آوری می‌شود، برای رنگ‌آمیزی پشم استفاده می‌شود و این امر منجر به تنوع‌های ظریف رنگی می‌شود. ویژگی‌های اساسی گَبّه شامل اندازه کوچک، بافت نرم، راحتی به‌دلیل ضخامت پرز و رنگ‌های طبیعی آن است. به‌طور سنتی، گَبّه‌ها برای استفاده خانگی محلی بافته می‌شدند و نه برای فروش. پرزهای بلند و حالت نرم آن‌ها باعث می‌شد که به‌عنوان پتوهای خواب نیز مورد استفاده قرار گیرند.

## تحولات مدرن
از دهه ۱۹۸۰، علاقه به گَبّه‌ها در میان جمع‌آورندگان غربی افزایش یافته است، که ناشی از جذابیت زیبایی‌شناختی آن‌ها است که با مینیمالیسم و جنبش رنگ‌میدانی در هنر مدرن هم‌خوانی دارد. این افزایش تقاضا منجر به تولید تجاری در هند و سایر مناطق شده است که معمولاً از رنگ‌های مصنوعی برای بازارهای تأسیسات خانگی در اروپا و ایالات متحده استفاده می‌کنند. برخی از بافندگان قبیله‌ای، به‌ویژه در میان قشقایی‌ها، به‌طور انحصاری برای بازارهای خارجی کار می‌کنند و طراحی‌های خود را برای برآورده کردن تقاضای بازرگانان که به دنبال موتیف‌های جدید هستند، تطبیق می‌دهند. فیلم گَبّه (۱۹۹۶) به کارگردانی محسن مخملباف نیز به محبوبیت گَبّه‌ها کمک کرد و از این فرش به‌عنوان یک موتیف نمادین برای بررسی موضوعات زندگی و رنگ در برابر نیروهای تاریک‌تر استفاده کرد و بر روی دختری قبیله‌ای به نام گَبّه تمرکز کرد.

## مقایسه گبه‌های قدیمی و جدید
گبه‌هایی که در قدیم بافته می‌شدند خود رنگ بوده‌اند، یعنی پشم گوسفندان را بدون تغییر رنگ به کار می‌گرفتند و شامل رنگ‌های سیاه، سفید و خاکستری می‌شد. اگر بافنده روز خوبی را سپری می‌کرد رنگ سفید را به کار می‌برد و اگر روز ناخوشایندی داشت رنگ سیاه در دستبافته اش نمودار می‌شد. به مرور زمان بافندگان از رنگ‌های گیاهی و طبیعی برای پشم‌هایشان استفاده کردند و نقوش ذهنی خود را با این پشم‌های رنگین ترکیب کردند. بعدها استقبال خوبی از این گبه‌ها به عمل آمد و برای سرعت بخشیدن به کار رنگ‌های شیمیایی جایگزین رنگ‌های طبیعی شد و همچنین ماشین ریسندگی جای پشم ریسی دستی را گرفت. با از میان رفتن طرح‌های قدیمی و ذهنی طرح‌های جدید به میان آمد. اگرچه این طرح‌ها از اصالت طرح‌های گذشته تهی اند اما از زیبایی خاص خود برخوردار هستند. مدتی این گبه‌ها رونق خوبی در بازار داشتند، اما بنا به دلایلی به زودی از رونق افتادند.

## روش نگهداری گبه
به همان میزان که مراحل اولیه تولید گبه از اهمیت خاص خود برخوردار است، نگهداری آن نیز مستلزم دقت و توجه می‌باشد که این امر موجب افزایش ماندگاری و قیمت آن می‌شود. عوامل آسیب‌رسان شامل حشراتی مثل بید، موریانه، سوسک و موش می‌باشند که بدترین آن‌ها بید است. برای مقابله با بید روش‌هایی مانند استفاده از محلول شیمیایی خاص در هنگام شستشو، افشانه کردن پشت و روی گبه با حشره کش یا استفاده از نفتالین و تنباکو در انبار پیشنهاد می‌شود. باید از قرار دادن آن در محیط تیره و تاریک و مرطوب پرهیز کرد، همچنین نباید در معرض تابش مستقیم نور خورشید قرار بگیرد، زیرا موجب پریدگی رنگ گبه می‌شود. بهتر است برای در امان ماندن آن از هر گونه رطوبت احتمالی از موکتی در زیر آن بهره گرفت و آن را در معرض هوا قرار بدهیم.